# 渋滞 (映画)
『渋滞』（じゅうたい）は、1991年に公開された日本映画。主演は萩原健一・黒木瞳。
帰省ラッシュに巻き込まれた平凡なサラリーマン一家の悲喜劇を描いたロードムービーである。

## あらすじ
家電量販店で働く藤林蔵は、久々に年末休暇がもらえた。そこで、家族を連れて5年ぶりに岡山県の真鍋島の実家に帰ることにした。認知症になった父親への心配もあった。帰省の手段は自家用車となった。
12月30日早朝、家族4人で自家用車（三菱・マグナワゴン）に乗り、浦安市の自宅から高速道路に乗った。ところが早速、110キロメートルの大渋滞に巻き込まれる。どうにかこうにかして岡山に向かおうとするが、道中次々にトラブルが降り掛かる。かくして一家は無事に実家に到着できるのか。

## キャスト
- 藤林蔵（夫）：萩原健一
- 藤春恵（妻）：黒木瞳
- 藤里美（娘）：宝田絢子
- 藤大介（息子）：湯澤真伍
- 藤市松（林蔵の父）：岡田英次
- 藤セツ（林蔵の母）：東恵美子
- 芦川夏美：清水美砂
- 稲葉翔太：緒形幹太
- 坂本源内：中村嘉葎雄
- 遠藤（連絡船船長）：犬塚弘
- 実おじさん：浜村純
- 八田頼近（医者）：小林亜星
- 遠野千花：かたせ梨乃
- 珠江（仲居）：正司花江
- 警察官：桜金造
- 林蔵の上司：鶴田忍
- 佐々木すみ江、久保晶、上田耕一、でんでん、段田安則、大河内浩、木村弓美、伊藤公子、三田文代、野口貴史、里木佐甫良　伊藤克信 ほか

## スタッフ
- 監督：黒土三男
- 脚本：黒土三男、佐藤峰世
- 音楽：ケニー・G
- 撮影監督：高間賢治
- 美術：丸山裕司
- 録音：林大輔
- 照明：吉角荘介
- 編集：川島章正
- 助監督：大原盛雄
- 方言指導：小寺大介、岸野一彦、石塚寿子
- カースタント：スーパードライバーズ（雨宮正信、岩窪大仁、伸沢弘孝）
- イラスト：沢野ひとし
- 撮影協力：三菱自動車工業、ナカウラ、真鍋島（真鍋島観光協会、真鍋島漁業協同組合、真鍋島農業共同組合）
- 現像：東京現像所
- タイトル・合成：白組
- スタジオ：にっかつ撮影所
- 製作者：岡田裕
- アソシエイトプロデューサー：奥田誠治、三賀康隆
- プロデューサー：藤田義則、笹岡幸三郎
- 製作提携：日本テレビ放送網
- 配給：アルゴプロジェクト
- 製作：サントリー、三菱商事、ニューセンチュリープロデューサーズ